# Parafia św. Mikołaja w Atce
Parafia św. Mikołaja – parafia prawosławna w Atce. Jedna z 14 parafii tworzących dekanat Unalaska diecezji Alaski Kościoła Prawosławnego w Ameryce. Działa od 1825.
Parafia i cerkiew w Atce powstały w ramach działalności rosyjskiej misji prawosławnej na Aleutach i Alasce. Skupia całą ludność zamieszkałą w miejscowości Atka, osoby pochodzenia aleuckiego.